# Bank Street College of Education
Bank Street College of Education es una escuela privada y una escuela de posgrado ubicada en la ciudad de Nueva York. Consiste en un colegio de formación de profesores solo para graduados y una escuela independiente desde la guardería hasta el octavo grado. En 2020, la escuela de posgrado tenía alrededor de 65 profesores a tiempo completo y aproximadamente 850 estudiantes, de los cuales el 87% eran mujeres.

## Historia
Los orígenes de la escuela se encuentran en la Oficina de Experimentos Educativos, que fue establecida en 1916 por Lucy Sprague Mitchell, su esposo Wesley Clair Mitchell y Harriet Merrill Johnson; La prima de Lucy Mitchell, Elizabeth Sprague Coolidge, brindó apoyo financiero. La oficina estaba destinada a fomentar la investigación y el desarrollo de la educación experimental y progresiva, y fue influenciada por el pensamiento de Edward Thorndike y John Dewey, con quienes Mitchell había estudiado en la Universidad de Columbia. La oficina estaba dirigida por un consejo de doce miembros, pero Mitchell fue su figura más influyente hasta la década de 1950. El nombre de la institución deriva de su ubicación entre 1930 y 1971 en 69 Bank Street en Greenwich Village.
En 1919, la oficina abrió una guardería para niños de quince a treinta y seis meses; Harriet Johnson fue la directora. La escuela alimentaba a la Play School para niños de tres a siete años dirigida por Caroline Pratt; los miembros de la oficina enseñaban a los niños de ocho años en una clase especial.
Bank Street College of Education se desempeñó como consultor académico durante el desarrollo de Multiplication Rock, la primera serie de Schoolhouse Rocks.
En 1958, la universidad recibió una subvención de $1,000,000 del Departamento de Salud, Educación y Bienestar para un estudio de cinco años sobre cómo las escuelas para niños más pequeños podrían mejorar el desarrollo de la salud mental.
Doug Knecht es el actual Decano de Programas para Niños y Director de la Escuela para Niños.

## Academia

### Acreditación
Desde 1960, la escuela ha sido acreditada por la Asociación de Colegios y Escuelas de Middle States. La Escuela para niños Bank Street está acreditada por la Asociación de Escuelas Independientes del Estado de Nueva York. 

#### Programa Head Start
Es una de aproximadamente cien escuelas en el área de Manhattan que participan en el Programa Nacional Head Start del Centro de Aprendizaje y Conocimiento de la Primera Infancia del Departamento de Salud y Servicios Humanos de Estados Unidos.

## Escuela para niños Bank Street
Escuela para niños Bank Street es una escuela preescolar, primaria y secundaria mixta privada dentro de Bank Street College of Education. La escuela incluye niños desde la guardería hasta el octavo grado, dividida en tres divisiones: la escuela inferior, desde la guardería hasta el primer grado; la escuela media, de segundo a cuarto grado; y la escuela superior, para los grados quinto a octavo. Hay 451 niños matriculados como estudiantes, aproximadamente el 50% de los cuales son estudiantes de color. Los instructores son a menudo estudiantes actuales o anteriores de la escuela de posgrado de Bank Street, que comparte un campus con la Escuela para Niños, incluidos más de la mitad de los maestros que son exalumnos.
La Escuela para Niños está acreditada por la Asociación de Escuelas Independientes del Estado de Nueva York y es miembro de la Asociación Nacional de Escuelas Independientes.

## Librería Bank Street
La librería Bank Street era una librería comunitaria del Upper West Side que vendía libros para niños y juguetes y juegos educativos. Se inauguró en 1970 en el vestíbulo de Bank Street College y poco después se trasladó a su segunda ubicación en 112th Street y Broadway. Su ubicación final fue en Broadway y West 107th Street hasta su cierre en agosto de 2020, debido a la pandemia del Coronavirus. La librería también organizó lecturas, cuentos diarios y eventos de celebridades, con invitados anteriores como Stephen Colbert, Julianne Moore y el autor Jeff Kinney.

## Alumnos célebres

### Escuela de posgrado
- Bill Ayers, teórico de la educación primaria y profesor distinguido jubilado de la Facultad de Educación de la Universidad de Illinois en Chicago.
- Lee Bennett Hopkins, educador, poeta, autor y antólogo.
- Claudine K. Brown, directora del Instituto Smithsoniano, educadora de museos y artista.
- Margaret Wise Brown, autora de libros infantiles clásicos como Goodnight Moon.
- Ruth Cohn, psicoterapeuta, educadora y poeta.
- Rosina Fernhoff, actriz de teatro ganadora del premio Obie.
- Robie Harris, autora de libros infantiles galardonada.
- Trudie Lamb-Richmond, miembro y educadora de la Nación Tribal Schaghticoke.
- Anne Mitchell, consultora en educación de la primera infancia y cofundadora de Alliance on Early Childhood Finance.
- Shael Polakow-Suransky, actual presidente y ex director académico del Departamento de Educación de la Ciudad de Nueva York.
- Miriam Roth, escritora y estudiosa de libros infantiles israelí, maestra de jardín de infancia y educadora.
- Julie Stevens, actriz y entrenadora de actuación.
- Dorothy Stoneman, fundadora y presidenta de YouthBuild USA.
- Ellen Tarry, la primera autora afroamericana de libros ilustrados.
- Edith Thacher Hurd, escritora de libros para niños con más de 70 libros en su haber, así como algunas colaboraciones con Margaret Wise Brown.
- Lucy Wainwright Roche, cantautora.
- Sara Wilford, filántropa y nieta de Franklin D. Roosevelt.
- Valerie Wilson Wesley, autora y exeditora ejecutiva de la revista Essence.
- Diane Wolkstein, folclorista y ex narradora oficial de la ciudad de Nueva York.
- Adam Gidwitz, autor.

### Escuela para niños
- Liz Garbus, cineasta.[16]
- Ben Lerer, director ejecutivo de Thrillist Media Group.[17]
- Angélica Page, actriz y cineasta.[18]
- Ally Sheedy, actriz.[19]
- Shuwanza Goff, subdirector de la Oficina de Asuntos Legislativos del presidente Joe Biden.[20]